# Bobby Robson
(José Mourinho)
Sir Robert William Robson, detto Bobby (ˈbɒbi ˈrɒbsən; Sacriston, 18 febbraio 1933 – Durham, 31 luglio 2009), è stato un calciatore e allenatore di calcio inglese, di ruolo centrocampista.
Ha guidato complessivamente sette squadre di club europee e la nazionale di calcio dell'Inghilterra.
La sua carriera professionistica da giocatore, che lo vide agire come mezz'ala, abbracciò quasi venti anni, durante i quali giocò per tre club: Fulham, West Bromwich Albion e, per un breve periodo, Vancouver Royals. Registrò inoltre venti presenze con la Nazionale inglese, segnando quattro gol.
Dopo la carriera da calciatore ebbe successo sia come allenatore di club che della Selezione inglese, vincendo il campionato sia nei Paesi Bassi che in Portogallo, conquistando trofei in Inghilterra e Spagna e conducendo la Nazionale del suo Paese alla semifinale del Mondiale di calcio del 1990. Il suo ultimo ruolo sportivo fu quello di consigliere dell'allenatore della nazionale irlandese.
Robson fu nominato Knight Bachelor nel 2002, fu inserito nella Hall of Fame del calcio inglese nel 2003 e fu presidente onorario dell'Ipswich Town. A partire dal 1991 soffrì di ricorrenti problemi di salute relativi al cancro e dal marzo del 2008 spese il suo nome e i suoi sforzi per la Sir Bobby Robson Foundation, un ente benefico di ricerca su tale malattia. Ad agosto 2008 il suo tumore al polmone fu giudicato terminale; morì meno di un anno dopo.

## Biografia
Nato a Sacriston, Contea di Durham, Robson fu il quarto dei cinque figli di Philip e Lilian Robson (nata Watt). Quando aveva pochi mesi, la famiglia si trasferì presso il paese di Langley Park, dove suo padre lavorò come minatore. Da ragazzo, fu spesso portato dal genitore a vedere il Newcastle United al St James' Park, cosa che richiedeva un viaggio in autobus o una camminata di diversi kilometri. Robson descrive Jackie Milburn e Len Shackleton come i suoi idoli d'infanzia. Entrambi giocarono per il Newcastle nel ruolo di mezz'ala, la posizione che avrebbe successivamente ricoperto durante la sua carriera da calciatore.
Robson frequentò la Waterhouses Secondary Modern School, ma il preside non permise alla squadra di calcio della scuola di partecipare ad un campionato. Quindi, all'età di undici anni, cominciò a giocare per il Langley Park Juniors al sabato mattina e, compiuti i quindici, venne aggregato ai diciottenni. Giocò a calcio ogni qualvolta ne avesse la possibilità, ma lavorò anche come apprendista elettricista per la National Coal Board, nella miniera di carbone di Langley Park.

## Carriera

### Giocatore

#### Giovanili
Nel maggio del 1950 Bill Dodgin, allenatore del Fulham, fece visita alla famiglia Robson per far sottoscrivere a Bobby un contratto professionistico. Nonostante avesse ricevuto una proposta anche dal vicino Middlesbrough, l'offerta di Dodgin fu troppo invitante per essere rifiutata, così firmò per il Fulham e si trasferì a Londra, dove giocò come mediano e mezz'ala. Robson destò l'interesse anche del Newcastle (squadra che tifava), ma optò per il Fulham in quanto, a suo dire, "il Newcastle non fece nessuno sforzo apprezzabile per assicurarsi la [mia] firma".

#### Club
Sebbene Robson fosse ormai divenuto un professionista, suo padre insistette affinché continuasse a lavorare come elettricista. Trascorreva il giorno lavorando presso il sito del Festival of Britain e si allenava per tre notti a settimana col Fulham. Col tempo ciò finì per risultare eccessivamente oneroso, pertanto Robson abbandonò il lavoro per dedicarsi a tempo pieno al calcio.
Nel 1950 fece il suo debutto per il Fulham, da poco promosso in prima divisione, in una partita contro lo Sheffield Wednesday. Il club non si rivelò essere seriamente competitivo e retrocesse al termine della stagione 1951-1952, ma Robson tornò in First Division quattro anni dopo, quando nel marzo del 1956 firmò per il West Bromwich Albion di Vic Buckingham. Il trasferimento, pari a 25.000 sterline, fu al tempo un record per il club. Fu sempre al West Bromwich Albion che conobbe il futuro vice allenatore e giocatore della Nazionale inglese Don Howe.
Debuttò con la nuova società in una sconfitta in casa per 0-4 contro il Manchester City il 10 marzo 1956. Nella stagione 1957-58 fu il miglior marcatore della squadra in campionato; il suo totale di ventiquattro gol ne include quattro segnati in una vittoria per 5-1 contro il Burnley. Giocò duecentocinquantasette partite e mise a segno sessantuno gol per il West Bromwich Albion e ne fu capitano nelle stagioni 1960-1961 e 1961-1962. Ad agosto del 1962, tuttavia, tornò al Fulham dopo un dissidio con il vicepresidente del club, Jim Gaunt, riguardante lo stipendio. La disputa in essere che concerneva sia le retribuzioni minime che quelle massime, istigata dal compagno di squadra Jimmy Hill e dalla Professional Footballers' Association, si combinò con la nascita del secondogenito di Robson, spingendolo a rivendicare degli emolumenti più cospicui. Gaunt rifiutò di rinegoziare il contratto, ragion per cui Robson avanzò una richiesta di trasferimento e venne ceduto al Fulham per 20.000 sterline, sottoscrivendo un accordo che raddoppiava i suoi guadagni. Poco dopo il suo ritorno al Fulham, la società vendette Alan Mullery e Rodney Marsh, facendo sì che le sue possibilità di assicurarsi dei titoli fossero sensibilmente ridotte. Lo stesso Robson affermò: "In tutta la mia carriera da calciatore, non ho vinto nulla".
Nonostante la stampa avesse riportato di un interesse da parte dell'Arsenal e dell'offerta di un ruolo da allenatore-giocatore da parte del Southend United, Robson lasciò il Fulham nel 1967 ed accettò un contratto di tre anni dei canadesi Vancouver Royals. Fu allenatore-giocatore nella loro stagione inaugurale nella North American Soccer League. Il compito si dimostrò arduo; un accordo di comproprietà a lunga distanza diede al calciatore ungherese Ferenc Puskás il controllo della sezione di San Francisco della società, mentre Robson si occupò della squadra di Vancouver. Robson fu insoddisfatto di tale situazione e quando, nel gennaio del 1968, il Fulham gli offrì un contratto da allenatore, accettò l'impiego a Craven Cottage.

#### Nazionale
Durante il suo primo periodo al Fulham, Robson partecipò a due tournée calcistiche di carattere ambasciatoriale organizzate dalla Football Association: nelle Indie Occidentali nel 1955 e in Sudafrica nel 1956. Tuttavia, fu durante il suo periodo al West Bromwich Albion che entrò pienamente a far parte della rosa, ricevendo la prima convocazione nel 1956. Il suo allenatore, Vic Buckingham, fu un fautore della tattica dell'"uno-due" – anticipatrice del "calcio totale" – e Robson, praticandola, lo convinse a selezionarlo.
Registrò venti presenze con la Nazionale inglese, con cui debuttò nel novembre del 1957 in una partita contro la Francia, segnando due volte nella vittoria per 4-0. Sebbene l'esordio fosse stato positivo, Robson fu escluso dalla lista dei convocati per il successivo incontro con la Scozia a vantaggio di Bobby Charlton. Fu tuttavia selezionato per il Mondiale del 1958 in Svezia, venendo preferito a Nat Lofthouse e Stanley Matthews, ma tornò dal Paese scandinavo deluso, in quanto l'Inghilterra fu eliminata dall'Unione Sovietica perdendo l'ultima partita del girone eliminatorio.
Dopo il Mondiale del 1958, Robson fece parte in pianta stabile della rosa della Nazionale, godendo di considerevole successo nel periodo che va dall'ottobre del 1960 al marzo del 1961, quando giocò in sei partite vinte dall'Inghilterra, durante le quali realizzò un gol nella vittoria record per 9-3 sulla Scozia allo stadio di Wembley. Fu convocato per il Mondiale del 1962 in Cile, ma un infortunio alla caviglia, occorsogli in un'amichevole di preparazione contro una squadra cilena, gli impedì di disputare il torneo. Come Robson ricorda, "Non giocai più per l'Inghilterra... la mia carriera in Nazionale fu incompiuta".

### Allenatore

#### Gli inizi
Nel 1959, l'allora allenatore di calcio dell'Inghilterra nonché Director of Coaching della Federazione inglese, Walter Winterbottom, gli suggerì di sostenere un corso per allenatori a Lilleshall. Robson esordì come allenatore del Fulham – sua ex squadra – nel gennaio del 1968 contro il Macclesfield Town, all'epoca militante nella Cheshire League, al terzo turno della FA cup. Il Fulham stava lottando in campionato con sedici punti in ventiquattro partite. Nonostante l'acquisto del giovane Malcolm Macdonald, Robson non poté salvare la squadra dalla retrocessione in Second Division e la lasciò a novembre, quando occupava l'ottava posizione. Scoprì di essere stato esonerato dall'incarico non con una comunicazione della società, ma dal titolo "Robson licenziato" su un cartellone dell'Evening Standard posto all'esterno della stazione di Putney.

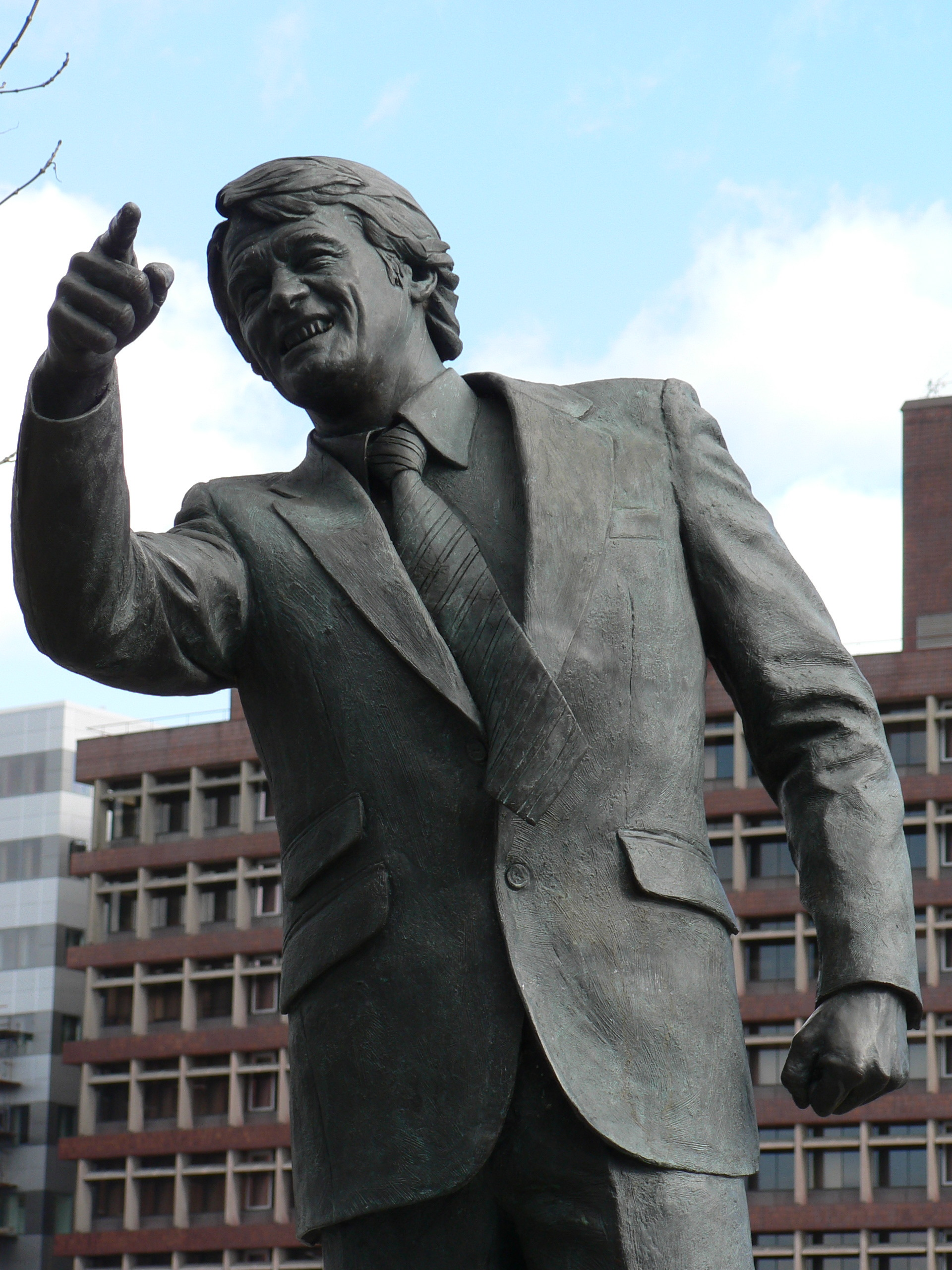
Statua di Robson presso Portman Road

Passò all'Ipswich Town nel 1969 e fu lì che si affermò come un allenatore di successo. Ottenne il posto vacante presso il club di Suffolk dopo un incontro casuale con il direttore della società Murray Sangster, mentre era in cerca di giovani talenti a Portman Road per conto dell'allenatore del Chelsea Dave Sexton. Dopo quattro stagioni mediocri, Robson condusse l'Ipswich al quarto posto nella First Division e trionfò nella Texaco Cup nella stagione 1972-1973. Nelle nove stagioni seguenti, l'Ipswich terminò al di sotto della sesta posizione in campionato solo una volta, nella stagione 1977-1978. Quella annata fu comunque coronata dal successo grazie alla vittoria per 1-0 sull'Arsenal nella finale di FA Cup. Il suo incarico all'Ipswich durò tredici anni, durante i quali la squadra chiuse due volte al secondo posto e figurò costantemente nelle competizioni europee, conquistando la Coppa UEFA nel 1981 con una complessiva vittoria per 5-4, calcolando la partita di andata e quella di ritorno, a scapito degli olandesi dell'AZ Alkmaar. Durante i suoi tredici anni in carica, Robson acquistò solo quattordici giocatori da altri club, preferendo fare affidamento sui calciatori prodotti dal settore giovanile dell'Ipswich.
Nel 2002, in onore dei risultati ottenuti con la squadra, una statua a grandezza naturale che lo raffigura fu eretta di fronte alla Curva Cobbold dello stadio dell'Ipswich Town, Portman Road. Il 7 luglio del 2006 Robson fu nominato presidente onorario dell'Ipswich Town Football Club, il primo dopo Lady Blanche Cobbold morta nel 1987.

#### Allenatore della Nazionale inglese

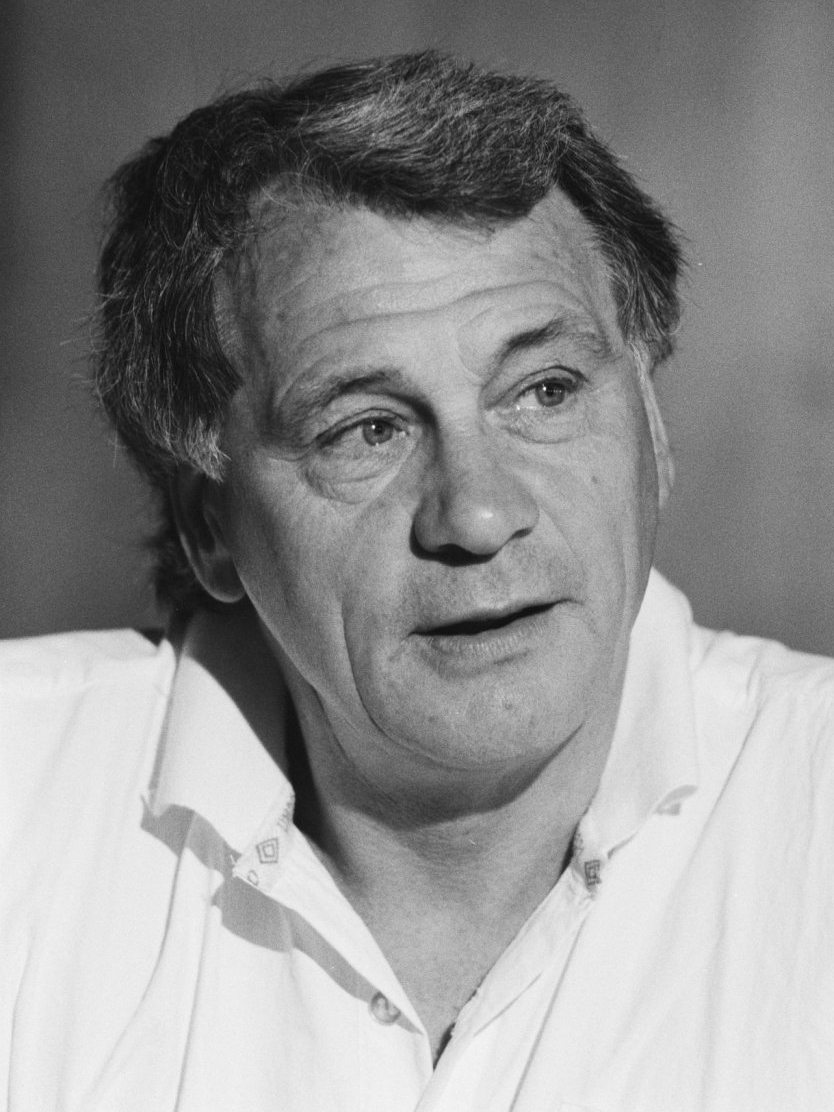
Robson nel 1988

Le imprese compiute con l'Ipswich gli fruttarono un'offerta da parte della Football Association per il ruolo di allenatore della Nazionale, ragion per cui declinò la proposta di un prolungamento decennale del contratto avanzata dal direttore dell'Ipswich Patrick Cobbold. Il 7 luglio 1982, due giorni dopo l'eliminazione dell'Inghilterra dal Mondiale, Robson sostituì Ron Greenwood come allenatore della Nazionale, scegliendo Don Howe, suo ex compagno al West Bromwich Albion, come vice allenatore.
La prima partita diretta da Robson dopo l'assunzione della carica vide subito una polemica, in quanto egli escluse Kevin Keegan per l'incontro con la Danimarca, portandolo ad avere un battibecco con i tifosi del Newcastle.
Il 21 settembre 1983, Robson subì l'unica sconfitta occorsagli nelle ventotto partite di qualificazione che disputò come allenatore. La battuta d'arresto, ancora una volta con la Danimarca, comportò la mancata qualificazione dell'Inghilterra per gli Europei 1984, ed ebbe come conseguenza le dimissioni dell'allenatore a favore di Brian Clough. Le dimissioni furono rifiutate dal presidente della FA, Bert Millichip (principalmente per sfiducia nei confronti di Clough), e Robson continuò a guidare la Nazionale inglese per le qualificazioni ai Mondiali di calcio del 1986 in Messico.
La compagine britannica cominciò la competizione male ed il capitano Bryan Robson s'infortunò slogandosi la spalla. Bobby Robson cambiò l'assetto della formazione in occasione dell'ultimo incontro del primo girone, scegliendo Peter Beardsley anziché Mark Hateley come compagno d'attacco di Gary Lineker. La squadra vinse le due partite successive per 3-0, contro la Polonia ed il Paraguay agli ottavi, e si qualificò per i quarti di finale. Qui l'Inghilterra fu sconfitta dall'Argentina grazie ai gol di Diego Maradona, il famigerato gol della "Mano di Dio" e il "Gol del secolo" che questi segnò cinque minuti dopo. Robson non fu impressionato dal riferimento ad un intervento divino da parte dell'attaccante argentino:
L'Inghilterra di Robson perse un solo punto durante le successive qualificazioni per Euro 1988, che inclusero una vittoria per 8-0 sulla Turchia. Tuttavia ciò fu seguito da un fallimento nel Torneo, tenutosi nella Germania Occidentale, dove l'Inghilterra fu eliminata nella fase a gironi. La squadra terminò in fondo al suo gruppo di qualificazione, cedendo all'Irlanda, ai Paesi Bassi e all'Unione Sovietica. Robson fu umiliato dalla stampa britannica, e dopo un pareggio in un'amichevole contro la Arabia Saudita, un giornale invocò: "Nel nome di Allah, vai". L'allenatore rassegnò per la seconda volta le proprie dimissioni, che nuovamente furono rifiutate da Millichip (anche in questo caso la sfiducia verso Brian Clough è spesso citata come motivazione).

Robson guidò dunque l'Inghilterra senza concedere neanche un gol nelle qualificazioni per i Mondiali del 1990, dove la squadra fu una delle sei teste di serie. Ancora una volta fu inserita in un girone con Olanda e Irlanda, con l'Egitto come quarta forza. Come in occasione dei Mondiali del 1986, al tecnico fu negato l'apporto del suo capitano, Bryan Robson, il quale questa volta patì un infortunio al tendine d'Achille che gli impedì di giocare nelle ultime fasi della manifestazione. L'Inghilterra chiuse al primo posto il suo girone, conquistando quattro punti in tre partite. Tuttavia il passaggio del turno non fu privo di controversie. La Nazionale cambiò assetto tattico modificando il suo tradizionale 4-4-2 con l'aggiunta di un libero; alcune fonti suggeriscono che ciò fu dovuto ad una rivolta dei giocatori dopo il pareggio per 1-1 avutosi nella prima partita contro l'Irlanda. Robson ha negato questo affermando:
 A ciò seguirono le vittorie sul Belgio e sul Camerun negli scontri a eliminazione diretta, per poi apprestarsi alla semifinale con la Germania Occidentale. L'Inghilterra perse la partita ai calci di rigore, dopo che il punteggio rimase sull'1-1 in seguito ai tempi supplementari. Robson disse successivamente di non passare giorno senza che pensi alla semifinale e alle scelte che avrebbe dovuto compiere.

#### Allenatore all'estero
Prima del Mondiale del 1990, la FA comunicò a Robson che il suo contratto da allenatore dell'Inghilterra non sarebbe stato rinnovato, così egli si spostò nei Paesi Bassi per guidare il PSV Eindhoven, in cerca di un tecnico capace di imporre della disciplina all'interno di uno spogliatoio litigioso. Robson descrisse questo passaggio come "uno shock culturale" ma avvertì anche "... un senso di avventura".
L'inclinazione dei giocatori olandesi per i dibattiti sulle scelte tecniche lo sorprese e in un'intervista con Voetbal International lamentò: "Un professionista inglese accetta le decisioni dell'allenatore. Qui, dopo ogni partita, le riserve vengono a trovarmi". Un altro aspetto problematico riguardava il nazionale brasiliano Romário. L'etica professionale di questi frustrò Robson, il quale tuttavia ammise che "... in qualche partita può essere sfavillante". Robson organizzò un confronto chiarificatore con Romário, con Frank Arnesen, assistente del tecnico, come traduttore. La discussione si rivelò priva di successo, giacché Romário fu restio a cambiare stile di vita. Nonostante ciò, il PSV vinse il campionato olandese sia nella stagione 1990-1991 che nella 1991-1992. Tuttavia, nelle competizioni europee la squadra non fece i progressi sperati dall'ambiente e Robson fu informato che avrebbe dovuto lasciare il club al termine della stagione 1991-1992.
Andò quindi allo Sporting Lisbona nel luglio del 1992, dove ebbe un giovane José Mourinho, futuro allenatore di Porto, Chelsea e Inter, come interprete e anche assistente (preparava le partite e allenava i portieri). Nella sua prima stagione in carica guidò il club ad un terzo posto finale, pur essendo in conflitto con il presidente della società José Sousa Cintra, in quanto questi spesso acquistava i giocatori senza il suo consenso. Robson fu licenziato a dicembre del 1993 con la squadra al vertice del campionato. Cintra addusse la precoce eliminazione del club dalla Coppa UEFA per mano del Casino Salisburgo quale ragione dell'esonero.

Posizioni finali raggiunte in campionato dalle squadre allenate da Robson (* indica che Robson ha lasciato il club prima della fine della stagione)

Il Porto, rivale dello Sporting, ingaggiò prontamente Robson, con Mourinho designato come vice allenatore. Il Porto versava in cattive condizioni al momento del suo arrivo e la già scarsa presenza di pubblico si ridusse a diecimila spettatori. La squadra batté immediatamente proprio l'ex società di Robson, lo Sporting, nella finale di Coppa di Portogallo, facendo seguire a quel trionfo la vittoria del Campionato portoghese nelle stagioni 1994-1995 e 1995-1996.
Tale fu l'impatto dell'allenatore inglese al Porto che egli divenne conosciuto dai tifosi locali come "Bobby Five-O", in onore delle partite che il Porto vinse per 5-0, e nel 1995 siglò un nuovo contratto con la società. Pur avendo sofferto di un melanoma maligno durante i primi mesi della stagione 1995-1996, Robson guidò ancora con successo il Porto alla difesa del titolo.
Nel corso dell'estate del 1996, una conversazione telefonica effettuata dal vice presidente del Barcellona Joan Gaspart per discutere di Luís Figo si risolse in un'offerta da parte del club spagnolo. Robson rilevò l'incarico nel luglio di quell'anno, avendo ancora come assistente Mourinho. Una delle decisioni chiave prese da Robson durante la sua breve reggenza al Barcellona riguardò l'acquisto per 19,5 milioni di dollari di Ronaldo, che si dimostrò essere decisivo in una stagione che vide il club vincere Coppa del Re, Supercoppa spagnola e la Coppa delle Coppe. Il Barcellona fu anche eletto squadra dell'anno del 1996-1997 dall'International Federation of Football History & Statistics.
Nella stagione 1997-1998, Robson salì di grado nelle gerarchie societarie andando ad occupare la posizione di Direttore Sportivo (mentre Louis van Gaal assunse la carica di allenatore), ma rivestì tale ruolo per una sola annata, per poi tornare ad allenare il PSV con un accordo a breve termine valido per il 1998-1999. Il PSV mancò la vittoria del campionato, terminando terzo dietro Feyenoord e Willem II, ma Robson condusse ancora la squadra alla qualificazione in Champions League nel corso delle ultime giornate della competizione.

#### Ritorno in Inghilterra
Dopo la scadenza del suo contratto, Robson fece ritorno in Inghilterra rivestendo una carica in seno al dipartimento tecnico della Football Association, ma in seguito alle dimissioni di Ruud Gullit, allenatore del Newcastle United, si spostò al St James' Park a settembre del 1999. Robson fu deluso dall'ammontare della retribuzione inizialmente offerta, ritenendola molto al di sotto della media, ma si accordò per un contratto annuale con un compenso di un milione di sterline.
Nella sua prima partita da tecnico giocata in casa, il Newcastle (in fondo alla classifica) affrontò il penultimo Sheffield Wednesday, sconfiggendolo per 8-0. Al termine della stagione d'esordio con i magpies (1999-2000), Robson condusse il club ad un undicesimo posto finale, ottenendo quattordici vittorie nelle trentadue partite giocatesi da quando assunse la carica. Sul finire del 2000, quando Kevin Keegan rassegnò le proprie dimissioni da Commissario Tecnico della Nazionale inglese, la Football Association chiese al presidente del Newcastle Freddy Shepherd di consentire a Robson di ricoprire a tempo parziale la funzione di allenatore, ma la richiesta venne declinata. Robson guidò il Newcastle dalle ultime posizioni della Premier League al quarto posto finale nella stagione 2001-2002, ottenendo la qualificazione in Champions League praticando un gioco d'attacco. Qui la squadra, formata da giovani promettenti e capitanata dall'esperto Alan Shearer, fu inserita in un girone comprendente Juventus, Feyenoord e Dynamo Kiev e, pur avendo perso tutti gli incontri d'andata, vincendo quelli di ritorno riuscì a conquistare il passaggio al turno successivo. In campionato chiuse al terzo posto, assicurandosi la seconda qualificazione consecutiva alla Champions League.
Tuttavia fu eliminata ai rigori dal Partizan Belgrado durante il turno preliminare, retrocedendo così in Coppa UEFA. Al termine della stagione, il Newcastle United finì quinto in classifica, mancando per cinque punti l'ingresso nella più prestigiosa manifestazione europea, ma raggiunse la semifinale di Coppa UEFA, poi persa con l'Olympique Marsiglia.
Robson mantenne l'incarico al Newcastle fino al 30 agosto 2004, quando venne licenziato da Freddy Shepherd dopo un deludente inizio in campionato e un presunto malcontento dello spogliatoio. L'allenatore si disse successivamente deluso per il fatto che solo cinquemila tifosi avessero presenziato al tradizionale giro d'onore effettuato dai giocatori al St James' Park al termine della precedente stagione. Tuttavia, continuò a godere della stima della gente e il 2 marzo 2005 gli furono consegnate le chiavi della città di Newcastle upon Tyne.
Robson fu inoltre critico verso Shepherd, affermando che questi gli negò informazioni a proposito dei contratti dei giocatori e delle trattative relative agli acquisti e le cessioni. Un altro aspetto dibattuto riguardava la scarsa considerazione dei vertici societari verso questioni meno centrali, quali il campo d'allenamento, lo sviluppo del settore giovanile e il reclutamento di nuovi talenti.

### Consulente tecnico
Il 7 giugno 2005 declinò l'invito ad allenare l'Heart of Midlothian, perché desiderava rimanere nell'area di Newcastle. Il 13 gennaio 2006, Steve Staunton fu nominato Commissario Tecnico della Nazionale irlandese, con Robson assegnato ad un ruolo di supporto quale consulente tecnico. Robson rimise il suo mandato il 17 novembre 2007, dopo l'ultima partita che la squadra giocò nella sua fallita campagna di qualificazione per il Campionato europeo 2008. Robson fu anche vice presidente della League Managers Association, l'organizzazione che rappresenta collettivamente tutti gli allenatori della Premiership e della Football League, rivestendo una carica non esecutiva.

## Altre attività

### Opinionista
Robson fu opinionista per il canale televisivo ITV durante i Mondiali del 2002 e gli Europei del 2004. Nel 2004, tenne una rubrica sulla rivista calcistica FourFourTwo, e da quell'anno in avanti scrisse settimanalmente per The Mail on Sunday.

### Bobby Robson Foundation
Robson sconfisse un cancro al colon nel 1992, un melanoma nel 1995 e un tumore al polmone destro ed uno al cervello entrambi nel 2006. Rimase inoltre paralizzato da un ictus causato dal tumore al cervello e gli fu anche impiantata una protesi alla mascella dopo la rimozione chirurgica del melanoma. Nel 2007 gli vennero diagnosticati dei noduli ad ambedue i polmoni e nel febbraio dello stesso anno il male fu giudicato allo stadio terminale, venendo tenuto sotto controllo con sedute di chemioterapia dal dicembre del 2008. Dopo queste esperienze ed in seguito alla quinta diagnosi di cancro, Robson dedicò i restanti anni della sua vita a sostenere la lotta contro la malattia. Il 25 marzo 2008 inaugurò la Sir Bobby Robson Foundation. Il denaro raccolto dalla Fondazione è impiegato sia per l'acquisto degli strumenti necessari al Sir Bobby Robson Cancer Trials Research Centre, allestito presso il Freeman Hospital di Newcastle upon Tyne, sia per finanziare altri progetti sviluppati nell'area nordorientale dell'Inghilterra.

## Morte
Il 31 luglio 2009, Robson morì di tumore al polmone presso la sua casa nella Contea di Durham, all'età di settantasei anni, dopo una lunga battaglia contro la malattia.
Il funerale, consistente in una cerimonia privata, fu celebrato il 5 agosto. Su richiesta della famiglia, la località non fu rivelata finché la funzione non ebbe luogo. Fu successivamente reso noto che fosse Esh, nella Contea di Durham. Il 21 settembre un migliaio di invitati presenziarono ad una cerimonia di ringraziamento tenutasi presso la Cattedrale di Durham. L'evento fu trasmesso in diretta dalla televisione nazionale ed anche negli stadi di Newcastle United, Ipswich Town e Fulham.
Gli sopravvissero la moglie Elsie, sposata il 15 giugno 1955, ed i figli George, Paul e Mark.

## Riconoscimenti
A Bobby Robson furono conferiti diversi riconoscimenti. Nel 1990, quando ebbe termine la sua esperienza da allenatore della Nazionale inglese, gli fu attribuito il titolo di CBE e nel 2002 quello di Knight Bachelor, entrambi per i servigi resi in ambito calcistico. Nello stesso anno ricevette il UEFA President's Award, risultando essere il primo britannico a ottenere il premio; gli unici britannici che ricevettero il premio dopo di lui furono Bobby Charlton e David Beckham.
Nel 2003 fu inserito nella Hall of Fame del calcio inglese per il suo impatto come allenatore. Nel 2005, terminata l'esperienza da tecnico del Newcastle United, ricevette le chiavi della città di Newcastle, riconoscimento che definì come "il momento di maggior orgoglio della mia vita". Nel 1992 si aggiudicò anche il Football Writers' Association Tribute Award per il rilevante contributo al gioco nazionale e nel 2001 il British Sports Writers' Association Pat Besford Trophy per i notevoli risultati conseguiti. Nel 2005 ricevette un premio per i successi ottenuti dalla Sports Coach UK Awards e nel 2006 fu premiato come Eircom International Personality of the Year. Il 9 dicembre 2007, a Robson fu conferito il BBC Sports Personality of the Year Lifetime Achievement Award nel corso dello spettacolo BBC Sports Personality of the Year, in onore del "suo contributo sia come giocatore che allenatore in una carriera che si estende per più di mezzo secolo".
Il 5 maggio 2008, durante le celebrazioni per il trentesimo anniversario della vittoria nella FA Cup da parte dell'Ipswich Town, a Robson furono consegnate le chiavi della città di Ipswich. L'8 dicembre dello stesso anno ricevette un analogo riconoscimento dalla città di Durham. Nel marzo del 2009 la UEFA premiò Robson con l'Emerald UEFA Order of Merit award, assegnato a "individui che hanno dedicato il loro talento al bene del gioco"; il premio fu mostrato da Sir Bobby al St James' Park il 26 luglio 2009, poco prima del Sir Bobby Robson Trophy match e appena cinque giorni prima della sua morte.
Dopo la sua morte, nel 2009 viene insegnito del FIFA Fair Play Award conferito postumo per le "qualità signorili che mostrò durante tutta la sua carriera da giocatore e da allenatore".

## Statistiche

### Presenze e reti nei club
| Stagione             | Squadra              | Campionato           | Campionato | Campionato | Coppe nazionali | Coppe nazionali | Coppe nazionali | Coppe continentali | Coppe continentali | Coppe continentali | Altre coppe | Altre coppe | Altre coppe | Totale | Totale |
| Stagione             | Squadra              | Comp                 | Pres       | Reti       | Comp            | Pres            | Reti            | Comp               | Pres               | Reti               | Comp        | Pres        | Reti        | Pres   | Reti   |
| -------------------- | -------------------- | -------------------- | ---------- | ---------- | --------------- | --------------- | --------------- | ------------------ | ------------------ | ------------------ | ----------- | ----------- | ----------- | ------ | ------ |
| 1950-1951            | Fulham               | FD                   | 1          | 0          | -               | -               | -               | -                  | -                  | -                  | -           | -           | -           | 1      | 0      |
| 1951-1952            | Fulham               | FD                   | 16         | 3          | -               | -               | -               | -                  | -                  | -                  | -           | -           | -           | 16     | 3      |
| 1952-1953            | Fulham               | SD                   | 35         | 19         | FACup           | 1               | 0               | -                  | -                  | -                  | -           | -           | -           | 36     | 19     |
| 1953-1954            | Fulham               | SD                   | 33         | 13         | FACup           | 1               | 1               | -                  | -                  | -                  | -           | -           | -           | 34     | 14     |
| 1954-1955            | Fulham               | SD                   | 42         | 23         | FACup           | 1               | 0               | -                  | -                  | -                  | -           | -           | -           | 43     | 23     |
| 1955-gen. 1956       | Fulham               | SD                   | 25         | 10         | FACup           | 2               | 0               | -                  | -                  | -                  | -           | -           | -           | 27     | 10     |
| gen. -giu. 1956      | West Bromwich        | FD                   | 10         | 1          | -               | -               | -               | -                  | -                  | -                  | -           | -           | -           | 10     | 1      |
| 1956-1957            | West Bromwich        | FD                   | 39         | 12         | FACup           | 2               | 1               | -                  | -                  | -                  | -           | -           | -           | 41     | 13     |
| 1957-1958            | West Bromwich        | FD                   | 41         | 24         | FACup           | 7               | 3               | -                  | -                  | -                  | -           | -           | -           | 48     | 27     |
| 1958-1959            | West Bromwich        | FD                   | 29         | 4          | FACup           | 1               | 1               | -                  | -                  | -                  | -           | -           | -           | 30     | 5      |
| 1959-1960            | West Bromwich        | FD                   | 41         | 6          | FACup           | 3               | 0               | -                  | -                  | -                  | -           | -           | -           | 44     | 6      |
| 1960-1961            | West Bromwich        | FD                   | 40         | 5          | FACup           | 1               | 0               | -                  | -                  | -                  | -           | -           | -           | 41     | 5      |
| 1961-1962            | West Bromwich        | FD                   | 39         | 4          | FACup           | 4               | 0               | -                  | -                  | -                  | -           | -           | -           | 43     | 4      |
| Totale West Bromwich | Totale West Bromwich | Totale West Bromwich | 239        | 56         |                 | 18              | 5               |                    | -                  | -                  |             | -           | -           | 257    | 61     |
| 1962-1963            | Fulham               | FD                   | 34         | 1          | FACup+CdL       | 2+2             | 1+0             | -                  | -                  | -                  | -           | -           | -           | 38     | 2      |
| 1963-1964            | Fulham               | FD                   | 39         | 1          | FACup+CdL       | 2+1             | 0               | -                  | -                  | -                  | -           | -           | -           | 42     | 1      |
| 1964-1965            | Fulham               | FD                   | 42         | 1          | FACup+CdL       | 2+3             | 0+1             | -                  | -                  | -                  | -           | -           | -           | 47     | 2      |
| 1965-1966            | Fulham               | FD                   | 36         | 6          | FACup+CdL       | 0+3             | 0               | -                  | -                  | -                  | -           | -           | -           | 39     | 6      |
| 1966-1967            | Fulham               | FD                   | 41         | 0          | FACup+CdL       | 3+3             | 0               | -                  | -                  | -                  | -           | -           | -           | 47     | 0      |
| Totale Fulham        | Totale Fulham        | Totale Fulham        | 344        | 77         |                 | 26              | 3               |                    | -                  | -                  |             | -           | -           | 370    | 80     |
| Totale carriera      | Totale carriera      | Totale carriera      | 583        | 133        |                 | 44              | 8               |                    | -                  | -                  |             | -           | -           | 627    | 141    |

### Cronologia presenze e reti in nazionale
| Cronologia completa delle presenze e delle reti in nazionale ― Inghilterra | Cronologia completa delle presenze e delle reti in nazionale ― Inghilterra | Cronologia completa delle presenze e delle reti in nazionale ― Inghilterra | Cronologia completa delle presenze e delle reti in nazionale ― Inghilterra | Cronologia completa delle presenze e delle reti in nazionale ― Inghilterra | Cronologia completa delle presenze e delle reti in nazionale ― Inghilterra | Cronologia completa delle presenze e delle reti in nazionale ― Inghilterra | Cronologia completa delle presenze e delle reti in nazionale ― Inghilterra |
| Data                                                                       | Città                                                                      | In casa                                                                    | Risultato                                                                  | Ospiti                                                                     | Competizione                                                               | Reti                                                                       | Note                                                                       |
| -------------------------------------------------------------------------- | -------------------------------------------------------------------------- | -------------------------------------------------------------------------- | -------------------------------------------------------------------------- | -------------------------------------------------------------------------- | -------------------------------------------------------------------------- | -------------------------------------------------------------------------- | -------------------------------------------------------------------------- |
| 27-11-1957                                                                 | Londra                                                                     | Inghilterra                                                                | 4 – 0                                                                      | Francia                                                                    | Amichevole                                                                 | 2                                                                          |                                                                            |
| 18-5-1958                                                                  | Mosca                                                                      | Unione Sovietica                                                           | 1 – 1                                                                      | Inghilterra                                                                | Amichevole                                                                 | -                                                                          |                                                                            |
| 8-6-1958                                                                   | Göteborg                                                                   | Unione Sovietica                                                           | 2 – 2                                                                      | Inghilterra                                                                | Mondiali 1958 - 1º turno                                                   | -                                                                          |                                                                            |
| 11-6-1958                                                                  | Göteborg                                                                   | Brasile                                                                    | 0 – 0                                                                      | Inghilterra                                                                | Mondiali 1958 - 1º turno                                                   | -                                                                          |                                                                            |
| 15-6-1958                                                                  | Borås                                                                      | Austria                                                                    | 2 – 2                                                                      | Inghilterra                                                                | Mondiali 1958 - 1º turno                                                   | -                                                                          |                                                                            |
| 15-5-1960                                                                  | Madrid                                                                     | Spagna                                                                     | 3 – 0                                                                      | Inghilterra                                                                | Amichevole                                                                 | -                                                                          |                                                                            |
| 22-5-1960                                                                  | Budapest                                                                   | Ungheria                                                                   | 2 – 0                                                                      | Inghilterra                                                                | Amichevole                                                                 | -                                                                          |                                                                            |
| 8-10-1960                                                                  | Belfast                                                                    | Irlanda del Nord                                                           | 2 – 5                                                                      | Inghilterra                                                                | Torneo Interbritannico                                                     | -                                                                          |                                                                            |
| 19-10-1960                                                                 | Lussemburgo                                                                | Lussemburgo                                                                | 0 – 9                                                                      | Inghilterra                                                                | Qual. Mondiali 1962                                                        | -                                                                          |                                                                            |
| 26-10-1960                                                                 | Londra                                                                     | Inghilterra                                                                | 4 – 2                                                                      | Spagna                                                                     | Amichevole                                                                 | -                                                                          |                                                                            |
| 23-11-1960                                                                 | Londra                                                                     | Inghilterra                                                                | 5 – 1                                                                      | Galles                                                                     | Torneo Interbritannico                                                     | -                                                                          |                                                                            |
| 15-4-1961                                                                  | Londra                                                                     | Inghilterra                                                                | 9 – 3                                                                      | Scozia                                                                     | Torneo Interbritannico                                                     | 1                                                                          |                                                                            |
| 10-5-1961                                                                  | Londra                                                                     | Inghilterra                                                                | 8 – 0                                                                      | Messico                                                                    | Amichevole                                                                 | 1                                                                          |                                                                            |
| 21-5-1961                                                                  | Lisbona                                                                    | Portogallo                                                                 | 1 – 1                                                                      | Inghilterra                                                                | Qual. Mondiali 1962                                                        | -                                                                          |                                                                            |
| 24-5-1961                                                                  | Roma                                                                       | Italia                                                                     | 2 – 3                                                                      | Inghilterra                                                                | Amichevole                                                                 | -                                                                          |                                                                            |
| 28-9-1961                                                                  | Londra                                                                     | Inghilterra                                                                | 4 – 1                                                                      | Lussemburgo                                                                | Qual. Mondiali 1962                                                        | -                                                                          |                                                                            |
| 14-10-1961                                                                 | Cardiff                                                                    | Galles                                                                     | 1 – 1                                                                      | Inghilterra                                                                | Torneo Interbritannico                                                     | -                                                                          |                                                                            |
| 25-10-1961                                                                 | Londra                                                                     | Inghilterra                                                                | 2 – 0                                                                      | Portogallo                                                                 | Qual. Mondiali 1962                                                        | -                                                                          |                                                                            |
| 22-11-1961                                                                 | Londra                                                                     | Inghilterra                                                                | 1 – 1                                                                      | Irlanda del Nord                                                           | Torneo Interbritannico                                                     | -                                                                          |                                                                            |
| 9-5-1962                                                                   | Londra                                                                     | Inghilterra                                                                | 3 – 1                                                                      | Svizzera                                                                   | Amichevole                                                                 | -                                                                          |                                                                            |
| Totale                                                                     |                                                                            | Presenze                                                                   | 20                                                                         |                                                                            | Reti                                                                       | 4                                                                          |                                                                            |

### Statistiche da allenatore

#### Club
In grassetto le competizioni vinte.
| Stagione                | Squadra                 | Campionato              | Campionato | Campionato | Campionato | Campionato | Coppe nazionali | Coppe nazionali | Coppe nazionali | Coppe nazionali | Coppe nazionali | Coppe continentali | Coppe continentali | Coppe continentali | Coppe continentali | Coppe continentali | Altre coppe | Altre coppe | Altre coppe | Altre coppe | Altre coppe | Totale | Totale | Totale | Totale | % Vittorie | Piazzamento      |
| Stagione                | Squadra                 | Comp                    | G          | V          | N          | P          | Comp            | G               | V               | N               | P               | Comp               | G                  | V                  | N                  | P                  | Comp        | G           | V           | N           | P           | G      | V      | N      | P      | %          | Piazzamento      |
| ----------------------- | ----------------------- | ----------------------- | ---------- | ---------- | ---------- | ---------- | --------------- | --------------- | --------------- | --------------- | --------------- | ------------------ | ------------------ | ------------------ | ------------------ | ------------------ | ----------- | ----------- | ----------- | ----------- | ----------- | ------ | ------ | ------ | ------ | ---------- | ---------------- |
| gen.-giu. 1968          | Fulham                  | FD                      | 16         | 4          | 3          | 9          | FACup           | 3               | 1               | 1               | 1               | -                  | -                  | -                  | -                  | -                  | -           | -           | -           | -           | -           | 19     | 5      | 4      | 10     | 26,32      | Sub. 22º (retr.) |
| lug.-nov. 1968          | Fulham                  | SD                      | 18         | 2          | 7          | 9          | CdL             | 1               | 0               | 0               | 1               | -                  | -                  | -                  | -                  | -                  | -           | -           | -           | -           | -           | 48     | 20     | 12     | 15     | 41,67      | Eson.            |
| Totale Fulham           | Totale Fulham           | Totale Fulham           | 34         | 6          | 10         | 18         |                 | 4               | 1               | 1               | 2               |                    | -                  | -                  | -                  | -                  |             | -           | -           | -           | -           | 38     | 7      | 11     | 20     | 18,42      |                  |
| gen.-giu. 1969          | Ipswich Town            | FD                      | 16         | 7          | 6          | 3          | -               | -               | -               | -               | -               | -                  | -                  | -                  | -                  | -                  | -           | -           | -           | -           | -           | 16     | 7      | 6      | 3      | 43,75      | 12º              |
| 1969-1970               | Ipswich Town            | FD                      | 42         | 10         | 11         | 21         | FACup+CdL       | 1+3             | 1+1             | 0+1             | 0+1             | -                  | -                  | -                  | -                  | -                  | -           | -           | -           | -           | -           | 46     | 12     | 12     | 22     | 26,09      | 18º              |
| 1970-1971               | Ipswich Town            | FD                      | 42         | 12         | 10         | 20         | FACup+CdL       | 6+2             | 2+0             | 3+1             | 1+1             | -                  | -                  | -                  | -                  | -                  | -           | -           | -           | -           | -           | 50     | 14     | 14     | 22     | 28,00      | 19º              |
| 1971-1972               | Ipswich Town            | FD                      | 42         | 11         | 16         | 15         | FACup+CdL       | 2+1             | 1+0             | 0+0             | 1+1             | -                  | -                  | -                  | -                  | -                  | -           | -           | -           | -           | -           | 45     | 12     | 16     | 17     | 26,67      | 13º              |
| 1972-1973               | Ipswich Town            | FD                      | 42         | 17         | 14         | 11         | FACup+CdL       | 2+2             | 1+1             | 0+0             | 1+1             | -                  | -                  | -                  | -                  | -                  | TCup        | 8           | 7           | 1           | 0           | 56     | 26     | 15     | 13     | 46,43      | 4º               |
| 1973-1974               | Ipswich Town            | FD                      | 42         | 18         | 11         | 13         | FACup+CdL       | 3+4             | 2+2             | 0+1             | 1+1             | CU                 | 8                  | 5                  | 1                  | 2                  | -           | -           | -           | -           | -           | 57     | 27     | 13     | 17     | 47,37      | 4º               |
| 1974-1975               | Ipswich Town            | FD                      | 42         | 23         | 5          | 14         | FACup+CdL       | 9+5             | 4+3             | 4+1             | 1+1             | CU                 | 2                  | 0                  | 2                  | 0                  | -           | -           | -           | -           | -           | 58     | 30     | 12     | 16     | 51,72      | 3º               |
| 1975-1976               | Ipswich Town            | FD                      | 42         | 16         | 14         | 12         | FACup+CdL       | 3+1             | 1+0             | 1+0             | 1+1             | CU                 | 4                  | 3                  | 0                  | 1                  | -           | -           | -           | -           | -           | 50     | 20     | 15     | 15     | 40,00      | 6º               |
| 1976-1977               | Ipswich Town            | FD                      | 42         | 22         | 8          | 12         | FACup+CdL       | 3+2             | 1+0             | 1+1             | 1+1             | -                  | -                  | -                  | -                  | -                  | -           | -           | -           | -           | -           | 47     | 23     | 10     | 14     | 48,94      | 3º               |
| 1977-1978               | Ipswich Town            | FD                      | 42         | 11         | 13         | 18         | FACup+CdL       | 7+3             | 6+2             | 1+0             | 0+1             | CU                 | 6                  | 4                  | 1                  | 1                  | -           | -           | -           | -           | -           | 60     | 23     | 15     | 20     | 38,33      | 18º              |
| 1978-1979               | Ipswich Town            | FD                      | 42         | 20         | 9          | 13         | FACup+CdL       | 5+2             | 3+0             | 1+1             | 1+1             | CdC                | 6                  | 3                  | 2                  | 1                  | CS          | 1           | 0           | 0           | 1           | 56     | 26     | 13     | 17     | 46,43      | 6º               |
| 1979-1980               | Ipswich Town            | FD                      | 42         | 22         | 9          | 11         | FACup+CdL       | 4+2             | 3+0             | 0+1             | 1+1             | CU                 | 4                  | 2                  | 2                  | 0                  | -           | -           | -           | -           | -           | 52     | 27     | 12     | 13     | 51,92      | 3º               |
| 1980-1981               | Ipswich Town            | FD                      | 42         | 23         | 10         | 9          | FACup+CdL       | 7+5             | 4+2             | 2+1             | 1+2             | CU                 | 12                 | 8                  | 0                  | 4                  | -           | -           | -           | -           | -           | 66     | 37     | 13     | 16     | 56,06      | 2º               |
| 1981-1982               | Ipswich Town            | FD                      | 42         | 26         | 5          | 11         | FACup+CdL       | 3+8             | 2+5             | 0+2             | 1+1             | CU                 | 2                  | 0                  | 1                  | 1                  | -           | -           | -           | -           | -           | 55     | 33     | 8      | 14     | 60,00      | 2º               |
| Totale Ipswich Town     | Totale Ipswich Town     | Totale Ipswich Town     | 562        | 238        | 141        | 183        |                 | 95              | 47              | 23              | 25              |                    | 44                 | 25                 | 9                  | 10                 |             | 9           | 7           | 1           | 1           | 710    | 317    | 174    | 219    | 44,65      |                  |
| 1990-1991               | PSV                     | ED                      | 34         | 23         | 7          | 4          | CO              | 4               | 3               | 0               | 1               | CdC                | 2                  | 0                  | 1                  | 1                  | SO          | 1           | 0           | 0           | 1           | 41     | 26     | 8      | 7      | 63,41      | 1º               |
| 1991-1992               | PSV                     | ED                      | 34         | 25         | 8          | 1          | CO              | 2               | 1               | 0               | 1               | CC                 | 4                  | 1                  | 2                  | 1                  | SO          | 1           | 1           | 0           | 0           | 41     | 28     | 10     | 3      | 68,29      | 1º               |
| 1992-1993               | Sporting Lisbona        | PD                      | 34         | 17         | 11         | 6          | CP              | 5               | 4               | 0               | 1               | CU                 | 2                  | 1                  | 0                  | 1                  | -           | -           | -           | -           | -           | 41     | 22     | 11     | 8      | 53,66      | 3º               |
| lug.-dic. 1993          | Sporting Lisbona        | PD                      | 11         | 8          | 1          | 2          | CP              | -               | -               | -               | -               | CU                 | 6                  | 3                  | 1                  | 2                  | -           | -           | -           | -           | -           | 17     | 11     | 2      | 4      | 64,71      | Dimiss.          |
| Totale Sporting Lisbona | Totale Sporting Lisbona | Totale Sporting Lisbona | 45         | 25         | 12         | 8          |                 | 5               | 4               | 0               | 1               |                    | 8                  | 4                  | 1                  | 3                  |             | -           | -           | -           | -           | 58     | 33     | 13     | 12     | 56,90      |                  |
| gen.-giu. 1994          | Porto                   | PD                      | 17         | 12         | 4          | 1          | CP              | 5               | 4               | 1               | 0               | UCL                | 5                  | 2                  | 1                  | 2                  | -           | -           | -           | -           | -           | 27     | 18     | 6      | 3      | 66,67      | 2º               |
| 1994-1995               | Porto                   | PD                      | 34         | 29         | 4          | 1          | CP              | 8               | 5               | 2               | 1               | CdC                | 6                  | 4                  | 0                  | 2                  | SP+SP       | 1+3         | 0+1         | 1+2         | 0+0         | 52     | 39     | 9      | 4      | 75,00      | 1º               |
| 1995-1996               | Porto                   | PD                      | 34         | 26         | 6          | 2          | CP              | 8               | 4               | 3               | 1               | UCL                | 6                  | 1                  | 4                  | 1                  | SP          | 3           | 0           | 2           | 1           | 51     | 31     | 15     | 5      | 60,78      | 1º               |
| Totale Porto            | Totale Porto            | Totale Porto            | 85         | 67         | 14         | 4          |                 | 21              | 13              | 6               | 2               |                    | 17                 | 7                  | 5                  | 5                  |             | 7           | 1           | 5           | 1           | 130    | 88     | 30     | 12     | 67,69      |                  |
| 1996-1997               | Barcellona              | PD                      | 42         | 28         | 6          | 8          | CR              | 7               | 5               | 2               | 0               | CdC                | 9                  | 5                  | 4                  | 0                  | SS          | 2           | 1           | 0           | 1           | 60     | 39     | 12     | 9      | 65,00      | 2º               |
| 1998-1999               | PSV                     | ED                      | 34         | 17         | 10         | 7          | CO              | 4               | 3               | 0               | 1               | UCL                | 8                  | 3                  | 1                  | 4                  | SO          | 1           | 1           | 0           | 0           | 47     | 24     | 11     | 12     | 51,06      | 3º               |
| Totale PSV              | Totale PSV              | Totale PSV              | 102        | 65         | 25         | 12         |                 | 10              | 7               | 0               | 3               |                    | 14                 | 4                  | 4                  | 6                  |             | 3           | 2           | 0           | 1           | 129    | 78     | 29     | 22     | 60,47      |                  |
| 1999-2000               | Newcastle Utd           | PL                      | 32         | 11         | 12         | 9          | FACup+CdL       | 6+1             | 4+0             | 1+0             | 1+1             | -                  | -                  | -                  | -                  | -                  | -           | -           | -           | -           | -           | 39     | 15     | 13     | 11     | 38,46      | 12º              |
| 2000-2001               | Newcastle Utd           | PL                      | 38         | 14         | 9          | 15         | FACup+CdL       | 2+4             | 0+2             | 1+1             | 1+1             | -                  | -                  | -                  | -                  | -                  | -           | -           | -           | -           | -           | 44     | 16     | 11     | 17     | 36,36      | 11º              |
| 2001-2002               | Newcastle Utd           | PL                      | 38         | 21         | 8          | 9          | FACup+CdL       | 5+4             | 3+3             | 1+0             | 1+1             | -                  | -                  | -                  | -                  | -                  | -           | -           | -           | -           | -           | 47     | 27     | 9      | 11     | 57,45      | 4º               |
| 2002-2003               | Newcastle Utd           | PL                      | 38         | 21         | 6          | 11         | FACup+CdL       | 1+1             | 0+0             | 0+1             | 1+0             | UCL                | 14                 | 7                  | 1                  | 6                  | -           | -           | -           | -           | -           | 54     | 28     | 8      | 18     | 51,85      | 3º               |
| 2003-2004               | Newcastle Utd           | PL                      | 38         | 13         | 17         | 8          | FACup+CdL       | 2+1             | 1+0             | 0+0             | 1+1             | UCL+CU             | 2+12               | 1+8                | 0+3                | 1+1                | -           | -           | -           | -           | -           | 55     | 23     | 20     | 12     | 41,82      | 5º               |
| ago. 2004               | Newcastle Utd           | PL                      | 4          | 0          | 2          | 2          | FACup+CdL       | -               | -               | -               | -               | CU                 | -                  | -                  | -                  | -                  | -           | -           | -           | -           | -           | 4      | 0      | 2      | 2      | &0,00      | Eson.            |
| Totale Newcastle        | Totale Newcastle        | Totale Newcastle        | 188        | 80         | 54         | 54         |                 | 27              | 13              | 5               | 9               |                    | 28                 | 16                 | 4                  | 8                  |             | -           | -           | -           | -           | 243    | 109    | 63     | 71     | 44,86      |                  |
| Totale carriera         | Totale carriera         | Totale carriera         | 1058       | 509        | 262        | 287        |                 | 169             | 90              | 37              | 42              |                    | 120                | 61                 | 27                 | 32                 |             | 21          | 11          | 6           | 4           | 1 368  | 671    | 332    | 365    | 49,05      |                  |

## Palmarès

### Club

#### Competizioni nazionali
- Coppa d'Inghilterra: 1

Ipswich Town: 1977-1978
- Campionato olandese: 2

PSV: 1990-1991, 1991-1992
- Supercoppa dei Paesi Bassi: 2

PSV: 1992, 1998
- Coppa di Portogallo: 1

Porto: 1993-1994
- Campionato portoghese: 2

Porto: 1994-1995, 1995-1996
- Supercoppa di Portogallo: 2

Porto: 1993, 1994
- Supercoppa di Spagna: 1

Barcellona: 1996
- Coppa di Spagna: 1

Barcellona: 1996-1997

#### Competizioni internazionali
- Texaco Cup: 1

Ipswich Town: 1973
- Coppa UEFA: 1

Ipswich Town: 1980-1981
- Coppa delle Coppe: 1

Barcellona: 1996-1997

### Nazionale
- Coppa Stanley Rous: 3

Inghilterra: 1986, 1988, 1989

### Individuale
- Panchina d'argento: 1

1991-1992
- UEFA President's Award (2002)
- FIFA Fair Play Award (2009)

### Testi di riferimento
- (EN) Bobby Robson, Farewell but Not Goodbye, Hodder & Stoughton, 2005, ISBN 0-340-82346-1.
- (EN) Tony Matthews, The Who's Who of West Bromwich Albion, Breedon Books, 2005, ISBN 1-85983-474-4.
- (EN) Tony Matthews, West Bromwich Albion: The Complete Record, Breedon Books, 2007, ISBN 1-85983-565-1.
- (EN) Tony Matthews, Colin Mackenzie, Albion! A Complete Record of West Bromwich Albion 1879-1987, Breedon Books, 1987, ISBN 0-907969-23-2.
- (EN) Gavin McOwan, The Essential History of West Bromwich Albion, Headline, 2002, ISBN 0-7553-1146-9.
- (EN) Simon Kuper, Football against the enemy, Phoenix, 1996, ISBN 1-85799-469-8.

### Letture d'approfondimento
- (EN)  Bobby Robson, Time On The Grass, Arthur Barker, 1982. ISBN 0-213-16845-6
- (EN)  Bobby Robson, Against the odds: An Autobiography, Stanley Paul, 1991. ISBN 0-09-174878-X
- (EN)  Bobby Robson, Bobby Robson: An Englishman Abroad, Pan, 1999. ISBN 0-330-36985-7
- (EN)  Bobby Robson, Newcastle: My Kind of Toon, Hodder & Stoughton, 2008. ISBN 0-340-97783-3
- (EN)  Jeff King, High noon: Bobby Robson: a year at Barcelona, Virgin Books, 1997. ISBN 1-85227-633-9
- (EN)  Bob Harris, Sir Bobby Robson: Living the Game, Orion, 2003. ISBN 0-297-84362-1